# 胡家坝镇
胡家坝镇，是中华人民共和国陕西省汉中市宁强县下辖的一个乡镇级行政单位。

## 行政区划
胡家坝镇下辖以下地区：
杨寺庙村、鲁家寺村、罗家河坝村、赵家岭村、黄家营村、龙王村、周家河村、青明山村、石板沟村、竹叶沟村、七里沟村、汪家坝村、左家湾村、楼子沟村、许家坝村、高家山村、胡家坝村、王家营村、老代坝村、向家沟村和马皇沟村。